# Poa denudata
Poa denudata là một loài cỏ trong họ hòa thảo, thuộc chi poa.